# Закон Мореля о четырёх поколениях

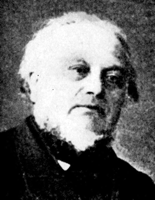
Б. О. Морель — автор учения о дегенерации

Закон Мореля о четырех поколениях — опытный закон о наследственности как одной из причин нервно-психических заболеваний.

## Предыстория
Данный закон разработан французским психиатром Б. О. Морелем в конце 50-х — начале 60-х годов XIX века. До него вопросами медицинской генетики в психиатрии занимались Ж.-Э. Д. Эскироль, Л. Ф. Кальмей, Г. Ф. А. Дамеров и другие психиатры, однако совершенно бессистемно. Они указывали, что психические болезни имеют склонность к унаследованию, однако точных статистических данных по этому поводу не было. Второй проблемой было то, что широко распространённой была ошибочная теория полиморфной наследственности, согласно которой любая болезнь родителей может повести к любой болезни детей. В то же время уже тогда существовали прогрессивные научные работы о так называемой гомоморфной наследственности, например, работы Ф. Й. Галля о наследственности и суициде и Ж. Ж. Моро де Тура о кровосмешении и «невропатической семье».
На основе фактически накопленных до него научных данных и собственных наблюдений, Б. О. Морель в 1857 создаёт свой «Трактат о дегенерациях».

## Суть «Трактата о дегенерациях»

### Основные принципы
Вырождение, по Б. О. Морелю — «болезненное уклонение от первоначального типа», которое передаётся по наследству и склонно прогрессировать. При этом дегенерат не способен выполнять свои социальные функции в связи с всё более глубоким нарушением интеллекта. Дегенераты имеют характерные физические признаки — «стигматы»: асимметрию лица и черепа, неправильную форму ушей, страбизм, расщепление нёба, деформации зубов, «готическое» или плоское нёбо и синдактилию.
Б. О. Морель в процессе дегенерации выделял 4 поколения, для которых характерны:
1. 1-е поколение: «нервный» темперамент, нравственные пороки, склонность к нарушению мозгового кровообращения («мозговым приливам»);
2. 2-е: апоплексия, алкоголизм, неврозы (в понимании Б. О. Мореля, к ним причислены эпилепсия, истерия и ипохондрия[1]);
3. 3-е: собственно душевные болезни, суицид, социальная несостоятельность;
4. 4-е: интеллектуальные, моральные и физические нарушения: в том числе умственная отсталость, лат. dementia praecox и кретинизм.

При этом именно такое течение процесса дегенерации не является, согласно Б. О. Морелю, обязательным, а данное описание — лишь его примерная картина.

### Этиология дегенерации по Б. О. Морелю
Трактат Б. О. Мореля был основан на его собственных наблюдениях. Он обратил внимание, что в дегенерации существенную роль играет не только наследственность, но и внешние факторы, например, нищета и голодание бедных слоев населения и излишества и родственные браки аристократов. Он составил этиологическую таблицу дегенерации — вырождения:
А. От интоксикаций:
1. Болотная лихорадка (малярия)[4], алкоголь, опиум;
2. Геохимия почвы (кретинизм);
3. Голодовки, эпидемии;
4. Пищевые отравления;

B. Вырождение, зависящее от социальной среды, в первую очередь — профессиональные вредности и бедность.
C. Вырождение от предшествовавшей болезни или же от «патологического» темперамента.
D. Вырождение, в связи с тяжелыми переживаниями (лат. mal moral).
E. Вырождение связанное с пороками развития.
F. Вырождение, в связи с наследственной патологией.

### Классификация наследственных душевных болезней Б. О. Мореля
На основе своей концепции Б. О. Морель создал классификацию душевных болезней. Первой и наиболее оригинальной в ней была группа «Наследственные психозы» (фр. Folies hereditaires). Она, в свою очередь, делилась ещё на 4 класса.
1. Психически неуравновешенные субъекты — развитие «нервного темперамента» их родителей. С детства у них присутствуют преходящие расстройства интеллекта и восприятия. Это люди являются эксцентричными личностями. Прогноз у них сомнительный — нередко у них развивается лат. dementia praecox.
2. Больные с эмоциональными и интеллектуальными дефектами, страдающие мономаниями (мономаны-убийцы и -самоубийцы, клептоманы, дипсоманы), страдающие половыми извращениями и ещё обширное количество аналогичных случаев.
3. Психически и физически дефективные: «нищие духом», недоразвитые психически, физически и морально, неясно отличающие добро и зло, как правило, бродяги и заключённые.
4. Врожденное слабоумие и кретинизм.

## Значение гипотезы
Сам Б. О. Морель на основе гипотезы о дегенерации пытался разработать профилактические мероприятия для её устранения. При этом он выступал не против устранения дегенератов из общества физическим или каким-либо иным путём, как он называл «профилактики защитительной». Он предлагал пойти другим путём:
Общество должно приняться за профилактику предупредительную (фр. prophylaxie preservatrice), вырабатывая меры к тому, чтобы изменить физические, интеллектуальные и моральные условия человеческого существования.Б. О. Морель
Однако некоторые психиатры исказили гипотезу о дегенерации, пытаясь с её позиций описать многие негативные социальные явления, например, «прирождённый преступник» и «женщина-проститутка» Ч. Ломброзо, абсолютизация психосоматической склонности к чему-либо Г. Модсли и учение о дегенеративном искусстве (труд «Вырождение») М. Нордау, позже активно используемое фашистами.